# Andrid, Satu Mare
Andrid (maghiară Érendréd, germană Ehrendred, Heidrichsdorf, Andreasdorf, Enderit) este satul de reședință al comunei cu același nume din județul Satu Mare, Transilvania, România.